# Рукс, Альфред
Альфред Вольдемар Рукс (латыш. Alfrēds Voldemars Ruks, 28 октября [9 ноября] 1890, Сигулда, Sigulda Parish — 30 ноября 1941, Соликамск, Молотовская область) — 
российский, впоследствии латвийский легкоатлет, выступавший в беге на средние дистанции и спортивной ходьбе. Участник летних Олимпийских игр 1912 и 1924 годов.

## Биография
Альфред Рукс родился 9 ноября (28 октября по старому стилю) 1890 года в российском городе Сигулда Лифляндской губернии (сейчас в Латвии).
В 1910—1915 годах работал техником-конструктором фабрики «Руссо-Балт».
Выступал в легкоатлетических соревнованиях за «Марс» из Риги, до Первой мировой войны представлял клуб во Всероссийской легкоатлетической лиге, а также Рижскую легкоатлетическую лигу в Балтийском олимпийском комитете.
В 1912 году вошёл в состав сборной России на летних Олимпийских играх в Стокгольме. В беге на 1500 метров занял последнее, 7-е место в полуфинальном забеге.
На Первой российской олимпиаде в 1913 году завоевал золотую медаль в ходьбе на дистанции 10000 метров (57 минут 42,4 секунды).
В 1914 году стал победителем чемпионата России, проходившего в рамках Второй всероссийской спортивной олимпиады, в ходьбе на 10 км. В том же году на той же дистанции стал чемпионом Прибалтики. Дважды был рекордсменом России в ходьбе на 10 км.
Участвовал в Первой мировой войне. После её окончания работал в юридическом отделе Железнодорожного управления. В 1921 года представлял клуб «Марс» в Латвийском союзе спортивных организаций. В 1925 году возглавил Латвийский легкоатлетический союз.
Пять раз становился чемпионом Латвии в ходьбе на 3 км (1926), 10 км (1922—1923) и 24 км (1922—1923). Семь раз устанавливал рекорды Латвии в ходьбе.
В 1924 году вошёл в состав сборной Латвии на летних Олимпийских играх в Париже. В ходьбе на 10 км был дисквалифицирован в полуфинале и не закончил дистанцию.
В 1933 году был награждён медалью «За заслуги».
В 1941 году был депортирован из Латвийской ССР и заключён в Усольлаг в городе Соликамск Молотовской области (сейчас Пермская область).
Умер 30 ноября 1941 года в Усольлаге.

## Личные рекорды
- Ходьба на 3 км — 14.46,2 (1913)[2]
- Ходьба на 10 км — 53.46,0 (1914)[2]
- Ходьба на 25 км — 2:24.09,2 (1913)[2]
- Ходьба на 50 км — 5:28.19,8 (1926)[2]

## Семья
Отец — Рейн Рукс, служитель Сигулдского прихода.
Мать — Эда Рукс.